# Bramo
Brandenburgische Motorenwerke, couramment Bramo, est un constructeur allemand historique de moteurs d'avions. L'entreprise, issue de l'activité de Siemens dans la motorisation aéronautique, n'a existé sous ce nom que de 1936 à 1938.

## Origine
Siemens & Halske se lance dans la motorisation aéronautique en 1911, en achetant auprès de Gnome une licence qui lui permet de produire les moteurs rotatifs conçus par cette entreprise française. Elle développe le concept pendant la Première Guerre mondiale, en produisant des moteurs contrarotatifs (Siemens & Halske Sh.III). Après la Première Guerre mondiale, l'entreprise développement des moteurs radiaux non-rotatifs de puissance modeste. En 1927, elle achète la licence des plans du Bristol Jupiter.

## Réorganisation de 1936
En 1936, l'activité moteur d'avion quitte le groupe siemens et devient Brandenburgische Motorenwerke (construction de moteurs du Brandebourg). L'entreprise est basée à Berlin-Spandau. Le Bramo 323 ou Fafnir est le moteur le plus important dans cette période, il se caractérise par une suralimentation à deux vitesses et par la technologie d'injection. Un moteur 14 cylindres (twin Fafnir) dérivé du 323 est testé en octobre 1938 et fournit 2000 chevaux au banc d'essai.

## Fusion avec BMW
En 1938, le RLM impose une fusion : Bramo est absorbé par BMW. Le projet Twin Fafnir est abandonné, en revanche le 323 continue à être produit jusqu'en 1944. Le moteur BMW 801 est développé, réunissant des caractéristiques techniques développées par BMW et par Bramo.

## Images

Logo Siemens & Halske
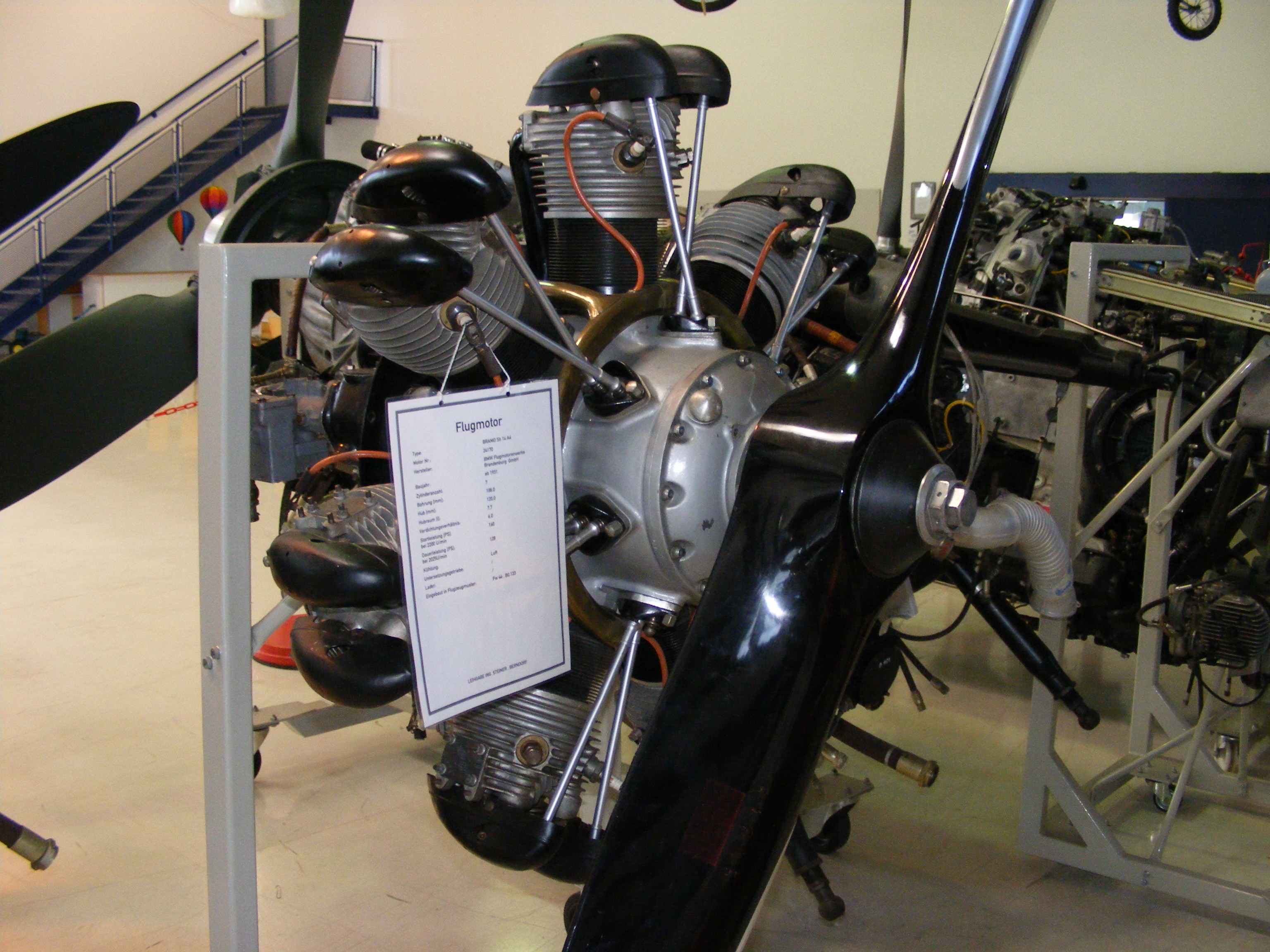
Moteur contrarotatif de la première guerre mondiale
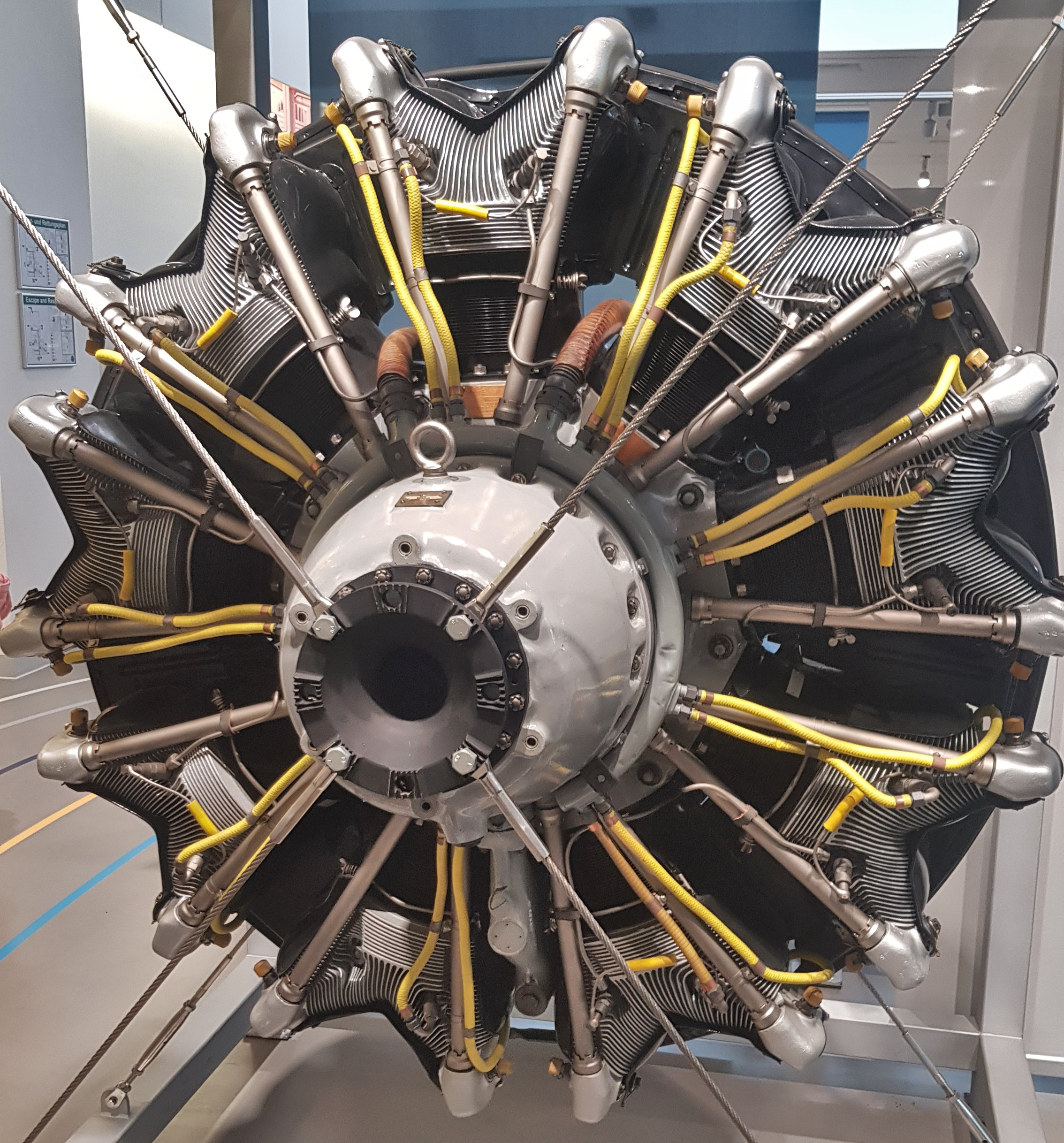
Moteur Fafnir